# Melinda Culea
Melinda Culea (Western Springs (Illinois), 5 mei 1955) is een Amerikaanse televisieactrice, vooral bekend geworden door haar rol als Amy Amanda Allen in The A-Team en in mindere mate door haar rol als Claire Roman in Brotherly Love.
Culea werd geboren in een buitenwijk van Chicago. Toen ze 20 was verhuisde ze naar New York om zich aan te sluiten bij een prestigieus modellenbureau. Haar eerste huwelijk liep op de klippen terwijl ze bezig was door te breken. Na 4 jaar in New York verhuisde ze naar Los Angeles om door te breken op televisie. Na een aantal reclamespotjes, waaronder een succesvolle Burger King-campagne, kreeg ze een hoofdrol in de sitcompilot Dear Teacher (1981). De pilot verkocht niet en werd dus geen serie. Toch kreeg ze de rol van Amy Amanda Allen in de televisieserie The A-Team.
In de pilot van The A-Team werd haar personage neergezet als een echte heldin, maar in de daarop volgende afleveringen werd Amy meer en meer beeldvulling. Ze had doorgaans weinig te doen met de plot. In die tijd gaf Culea ook aan ontevreden te zijn met haar onbetekenende rol, en begon er bij de schrijvers op aan te dringen om Amy meer van betekenis te laten zijn. Kennelijk vroeg ze of haar personage ook betrokken mocht zijn bij vechtscènes. Tijdens het tweede seizoen heeft producer John Ashley kennelijk tegen Culea's agent gezegd: Tell Melinda to shape up or she's out. Een paar weken later kreeg ze een script zonder tekst voor Amy er in.
Het is nooit helemaal duidelijk geworden waarom ze ontslagen is. Nieuwsberichten uit die tijd stellen dat ze niet goed overweg kon met George Peppard, die vond dat de show geen vrouwelijke hoofdrollen kon gebruiken. Actrice Marla Heasley, die Culea korte tijd verving (in een andere rol), werd verteld dat Culea volgens de producers te 'jongensachtig' was voor de rol van Amy.
Na een rol in de kortlopende Aaron Spelling-serie Glitter, maakte Culea een aantal gastoptredens in series als Family Ties en St. Elsewhere. Ze stopte enige tijd met acteren, om in 1988 weer te verschijnen in de serie Knots Landing, tot 1990. Sinds die tijd heeft Culea in verscheidene tv-producties gespeeld, waaronder een aflevering van Star Trek: The Next Generation.
Ze is sinds 1995 getrouwd met regisseur Peter Markle, haar tweede man.

## Filmografie
- Family Law televisieserie - Det. Cadden (Afl., Film at Eleven, 2001)
- Dying on the Edge (2001) - Anna
- The X-Files televisieserie - Karin Berquist (Afl., Alpha, 1999)
- Target Earth (televisiefilm, 1998) - Allison, Emmett's Gang
- C-16: FBI televisieserie - Rol onbekend (Afl., Pilot: Part 1 & 2, 1997)
- Buried Secrets (televisiefilm, 1996) - Laura Vellum
- Brotherly Love televisieserie - Claire Roman (Afl. onbekend, 1995-1997)
- Down, Out & Dangerous (televisiefilm, 1995) - CeCe Dryer
- Moment of Truth: Murder of Memory? (televisiefilm, 1994) - Rol onbekend
- Chicago Hope televisieserie - Dina Russell (Afl., Food Chains, 1994)
- Wagons East (1994) - Constance Taylor
- Through the Eyes of a Killer (televisiefilm, 1992) - Alison Rivers
- Murder, She Wrote televisieserie - Sara Lloyd (Afl., The Mole, 1992)
- Likely Suspects televisieserie - Kapt. Wendy Hewitt (Afl. onbekend, 1992)
- Star Trek: The Next Generation televisieserie - Soren (Afl., The Outcast, 1992)
- Civil Wars televisieserie - Rol onbekend (Afl., Daveja-Vu All Over Again, 1991)
- The Fisher King (1991) - Sitcim Wife
- Jake and the Fatman televisieserie - Ellen Webster (Afl., I'Do Anything, 1991)
- Beverly Hills, 90210 televisieserie - Dr. Natalie Donner (Afl., It's Only a Test, 1991)
- Murder, She Wrote televisieserie - Nicole Gregory (Afl., Murder in F Sharp, 1990)
- Knots Landing televisieserie - Paula Vertosick (20 afl., 1988-1990)
- St. Elsewhere televisieserie - McPhail (Afl., Nothing Up My Sleeve, 1986|Once Upon a Matress, 1986|Lost Weekend, 1986|Slip Sliding Away, 1987)
- Family Ties televisieserie - Rebecca Ryan (Afl., Beauty and the Bank, 1986|A Tale of Two Cities: Part 1 & 2, 1987)
- Dear Penelope and Peter (televisiefilm, 1986) - Judy Berlin
- Hotel televisieserie - Agatha Deming/Adrianne Dupre (Afl., Outsiders, 1984)
- Glitter televisieserie - Terry Randolph (Afl. onbekend, 1984-1985)
- The A-Team televisieserie - Reporter Amy Amanda Allen (25 afl., 1983)
- Fantasy Island televisieserie - Shelley James (Afl., The Big Switch/Hooker's Holiday, 1983)
- Gavilan televisieserie - Rol onbekend (Afl., The Hydra, 1982)
- The Rules of Marriage (televisiefilm, 1982) - Holly Stone
- ABC Afterschool Specials televisieserie - Dallas Davis (Afl., Sometimes I Don't Love My Mother, 1982)
- Dear Teacher (televisiefilm, 1981) - Annie Cooper

- Library of Congress Control Number: no2016163938
- Virtual International Authority File: 190148207832000341605
- WorldCat: E39PBJqqqkyCmKwxYy7hyMJv73